# Daisuke Yamanouchi
Daisuke Yamanouchi (山内大輔?, Yamanouchi Daisuke; 4 luglio 1972) è un regista, sceneggiatore e produttore cinematografico giapponese.
Attivo principalmente nell'ambito del V-Cinema, è noto per il suo stile provocatorio e per i suoi film estremi, pregni di erotismo e violenza.

## Carriera
Dopo aver lavorato come aiuto regista, Daisuke Yamanouchi debuttò nella regia nel 1998, dirigendo Onnanoko no heya: O-teire namachuukei!!. L'anno seguente diresse l'horror Red Secret Room. Seguirono altri diciotto film, appartenenti ai generi erotico e horror-splatter.

## Filmografia[1]

### Regista
- Onnanoko no heya: O-teire namachuukei!! (1998)
- Red Secret Room (Akai misshitsu (heya): Kindan no ōsama geemu) (1999)
- Celluloid Nightmares (Muzan-e: AV gyaru satsujin bideo wa sonzai shita!) (1999)
- Girl Hell 1999 (Shōjo jigoku ichi kyū kyū kyū) (1999)
- Dead a Go! Go! (Deddo a goo! goo!) (1999)
- Kyoko vs Yuki (Saikyō joshikōsē densetsu: Kyōko vs Yuki) (2000)
- Blood Sisters (Senketsu no kizuna: Kichiku reipuhan o shinkan saseta shimai) (2000)
- Red Secret Room 2 (Shin akai misshitsu (heya): Kowareta ningyō-tachi) (2000)
- Yumeno Maria: Chô-inran onna no shiseikatsu (2002)
- Uzuku gibo to musume: Nekojita kurabe (2003)
- Android Girl Nami (Andoroido gaaru Nami: Gekitō!! Onna vanpaia vs Meka-bishōjo) (2003)
- Android Girl Rima (Andoroido gaaru Rima: Shirei onna-gokoro o insutooru seyo!) (2003)
- Benriya Kaseifu: Kagi No Ana Kara (2004)
- Zetsurin Gifu: Shonanora No Wafaku Niiduma (2005)
- Mofuku Furin: Kuro-Tabi Fujin (2005)
- Boshisokan Yugi: Jukujo AV Jo No Kokuhaku (2005)
- Boshisokan Yugi: Deguchi Naki Nikuyoku - Haha To Ko (2005)
- Boshisokan Yugi: Igen Takaki Haha No Erosu (2005)
- Epuron Ryobo: Karamitsuku Chitai (2005)
- Joshiryo No Koshoku Oyaji: Yaneura No Nozoki-Ana (2005)